# Премія YUNA (8-ма церемонія вручення)
«YUNA» — щорічна українська національна професійна музична премія. Восьма церемонія вшанувала найкращих в українській музиці у період з 1 листопада 2017 по 31 жовтня 2018 року.
18 грудня 2018 року відбулося оголошення номінантів восьмої щорічної професійної музичної премії «YUNA 2019». Церемонія вручення відбулася 22 березня 2019 року в НПМ «Україна» у Києві. Ведучим церемонії був Володимир Остапчук.
Для 8 церемонії було внесено ряд змін у номінації. Так, у номінації Найкраща пісня відтепер можуть бути представлені тільки пісні, текст яких щонайменше на 90% написаний українською мовою. Внаслідок цього була скасована категорія Найкраща україномовна пісня, натомість з'явилися категорії Найкраща пісня іншою мовою, Найкращий естрадний хіт, Найкращий електронний хіт та Найкращий хіп-хоп хіт.

## Виступи
| Виконавець                            | Пісня                                                             |
| ------------------------------------- | ----------------------------------------------------------------- |
| «Mozgi»                               | «Digitalization»                                                  |
| «Бумбокс»                             | «Та4то», «Наодинці», «Вахтёрам», «Люди», «Поліна», «Твій на 100%» |
| «Время и Стекло»                      | «Дим»                                                             |
| «Без обмежень»                        | «Зорі запалали»                                                   |
| Мішель Андраде                        | «Corazón»                                                         |
| Monatik                               | «С.О.В.А?»                                                        |
| alyona alyona та «Kaska Records Band» | «Рибки»                                                           |
| «The Hardkiss»                        | «Complicity», «Серце», «Коханці»                                  |
| Сергій Бабкін                         | «Моє кохання»                                                     |
| «KAZKA»                               | «Apart», «Свята», «Плакала»                                       |
| Камалія                               | «Вільна»                                                          |
| Джамала                               | «Крила», «The Great Pretender», «Solo»                            |
| MARUV                                 | «Drunk Groove»                                                    |

## Номінанти та переможці[6]
| Найкращий виконавець | Найкраща виконавиця |
| --- | --- |
| - MONATIK - Олег Винник - Сергій Бабкін | - Джамала - Оля Полякова |
| Найкращий поп-гурт | Найкращий рок-гурт |
| - «KAZKA» - «Время и Стекло» - «Onuka» | - «The Hardkiss» - «O.Torvald» - «Антитіла» |
| Найкращий альбом | Найкраща пісня |
| - «The Hardkiss» — «Залізна ластівка» - MARUV — «Black Water» - «ONUKA» — «Mozaïka»                                                                    | - «KAZKA» — «Плакала» - «The Hardkiss» — «Кораблі» - «Антитіла» — «TDME» |
| Відкриття року | Найкращий дует |
| - MARUV - Аліна Паш - NK | - MARUV та Boosin — «Drunk Groove» - MONATIK та Надя Дорофеєва — «Глубоко» - «Бумбокс» та «The Gitas» — «Тримай мене» |
| Найкраще концертне шоу | Найкращий відеокліп |
| - «The Hardkiss» — Шоу «Залізна ластівка» - «Pianoбой» — Всеукраїнський тур «На вершині» - «Скрябін» — Великий стадіонний концерт «Кузьма-50» у Львові | - MONATIK та Надя Дорофеєва — «Глубоко» (реж. Таня Муїньо) - LOBODA — «Superstar» (реж. Натела Крапівіна) - «Антитіла» — «TDME» (реж. Радислав Лукін) - MARUV та Boosin — «Drunk Groove» (реж. Євгеній Ушаков) - «KAZKA» — «Плакала» (реж. Катя Царик) |
| Найкраща пісня іншою мовою | Найкращий естрадний хіт |
| - MARUV та Boosin — «Drunk Groove» - LOBODA — «Superstar» - NK — «#этомояночь»                                                                         | - NK — «Тримай» - Олег Винник та Потап — «Найкращий день» - Оля Полякова — «Мама» |
| Найкращий електронний хіт | Найкращий хіп-хоп хіт |
| - MARUV та Boosin — «Drunk Groove» - Onuka — «Animal» - Kadnay — «Тіло»                                                                                | - Аліна Паш — «Bitanga» - «Mozgi» — «Алё, алё» - MamaRika — «Файно» |
| За особливі досягнення в музиці | Найкращий менеджмент |
| - «Бумбокс» | - mamamusic, Nikitin Talent Group — «KAZKA» - NICE2CU (#NKteam) — NK - Тетяна Зякун, Юлія Колесник — Арсен Мірзоян |